# Jim Nicholson (politician)
Jim Nicholson (n. 29 ianuarie 1945) este un om politic britanic, membru al Parlamentului European în perioadele 1989-1994, 1994-1999, 1999-2004 și 2004-2009 din partea Regatului Unit.
1. ↑  Deputații în Parlamentul European